# Rally van Australië
De Rally van Australië, formeel bekend als Rally Australia, is een rallyevenement gehouden in Australië. Tussen 1989 en 2006 stond de rally op de kalender van het wereldkampioenschap rally, en keerde vervolgens in een nieuwe opzet terug in 2009, voordat het na een jaar absentie in het seizoen 2011 wederom terugkeerde op een nieuwe locatie, waar het tot op heden is gebleven.

## Geschiedenis
De Rally van Australië werd in november 1988 vanuit de hoofdstad Perth voor het eerst georganiseerd, toentertijd als ronde van het Azië-Pacific rallykampioenschap. In het daaropvolgende jaar kreeg het een plaats op de kalender van het wereldkampioenschap rally. De rally vergaarde door de jaren heen een groeiende populariteit, en werd in 1995, 1999 en 2000 door de WK-teams verkozen tot 'Rally of the Year'. De laatste editie in oorspronkelijke vorm vond plaats in 2006. Wegens het gebrek aan sponsorgeld en steun van de lokale gemeente, werd de rally namelijk voor het daaropvolgende 2007 seizoen van de WK-kalender gehaald. Een terugkeer kwam er echter in 2009, toen de rally zich verplaatste naar de noordkust van het land. De stad Kingscliff in New South Wales was de nieuwe hoofdbasis van de rally. De rally verdween vervolgens wederom, maar keerde voor het 2011 seizoen opnieuw terug op de kalender en heeft in de omgeving van Coffs Harbour een nieuw basis gevonden.

## Wedstrijdkarakteristieken
De rally wordt in zijn geheel op onverhard verreden. De klassementsproeven kennen een afwisseling van open vlaktes met lange rechte stukken en bosrijke gebieden met technische (haarspeld)bochten en jumps. Daarnaast zijn droge en warme omstandigheden en het rondlopend wild ook een kenmerk van het evenement.

## Lijst van winnaars

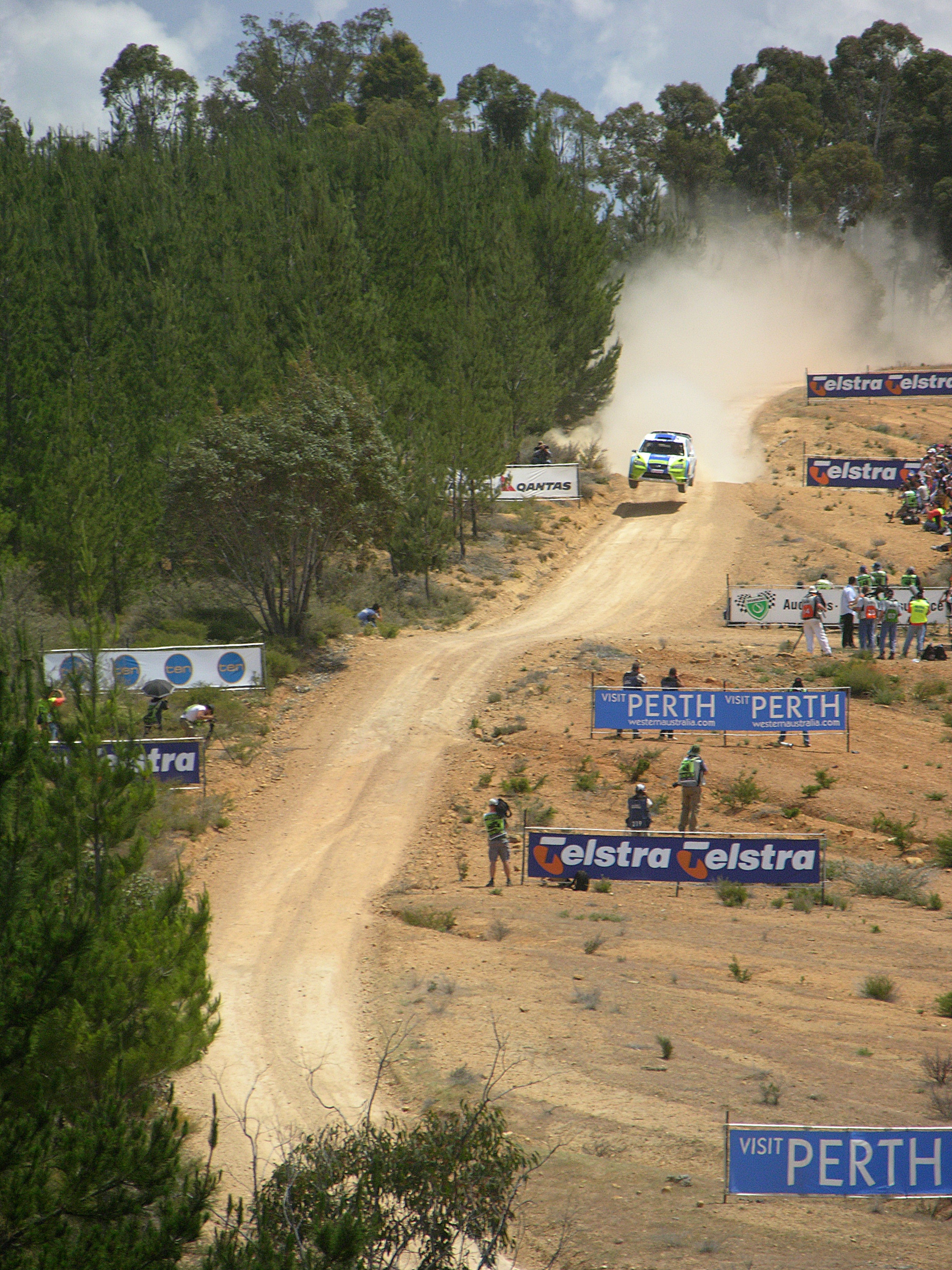
Marcus Grönholm actief op een van de bekendste proeven van de (oude) rally, 'Bunnings', in 2006

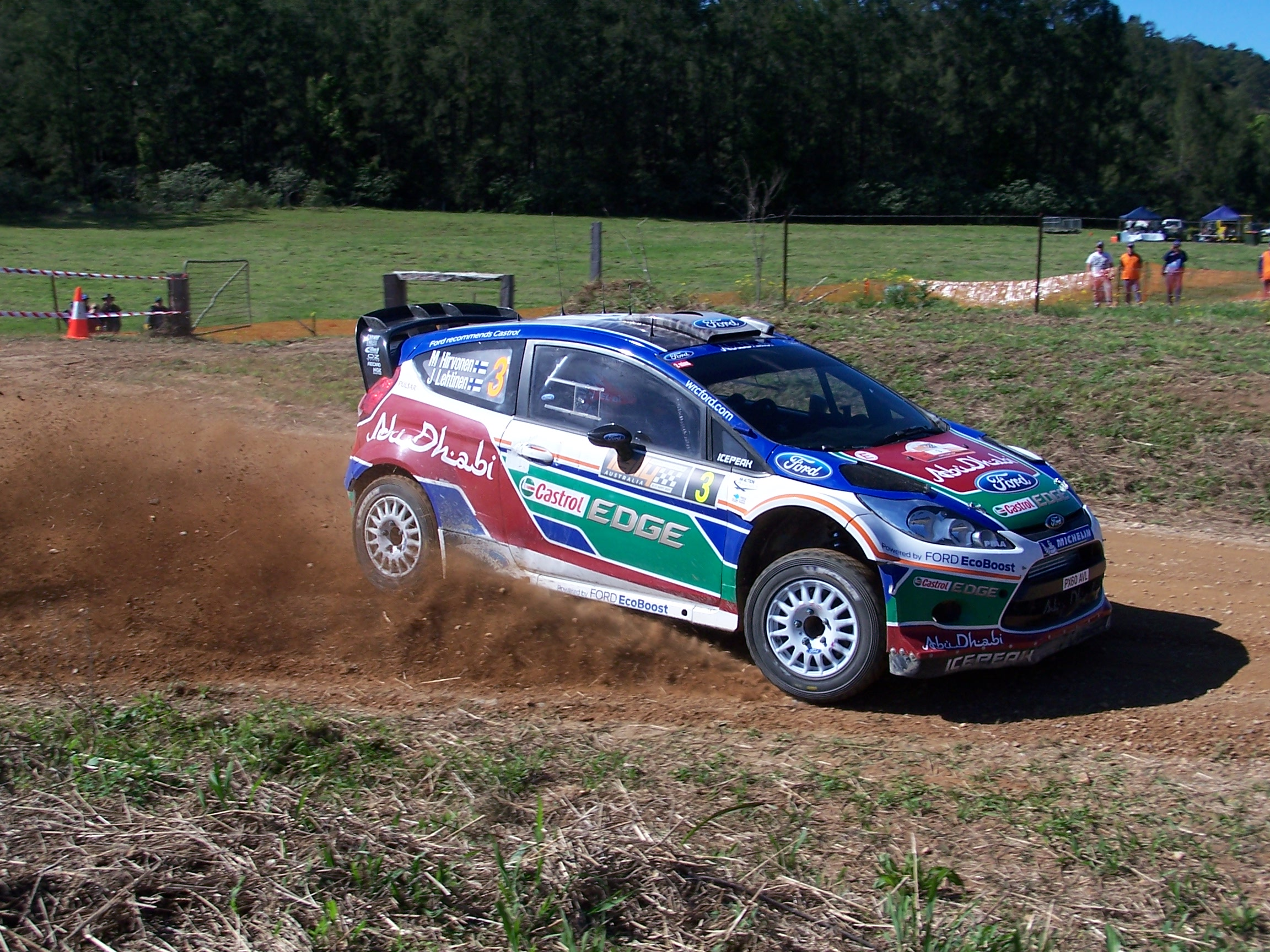
Mikko Hirvonen op weg naar de zege in 2011

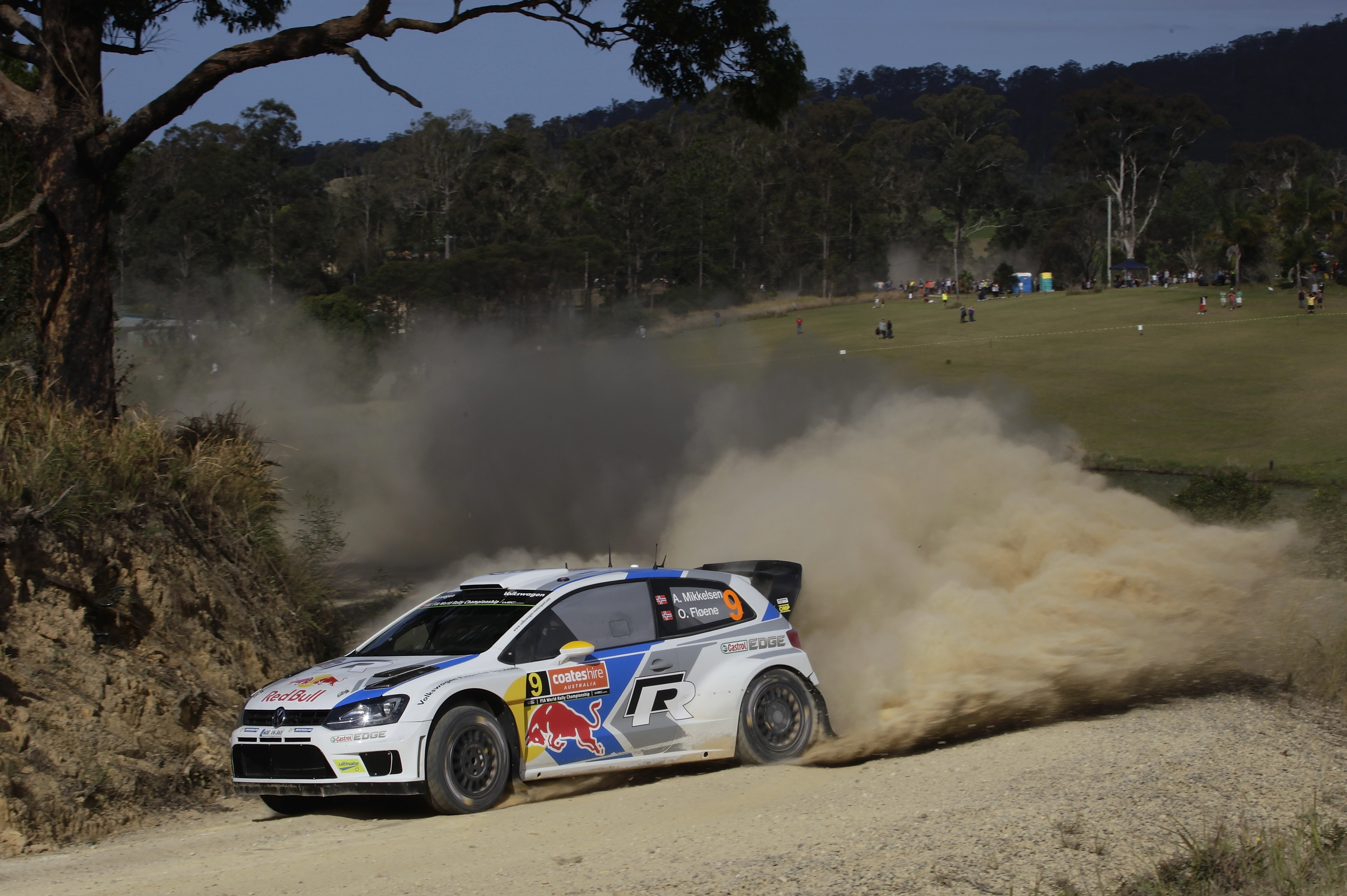
Andreas Mikkelsen actief in de rally in 2014, hij won hier uiteindelijk in 2016

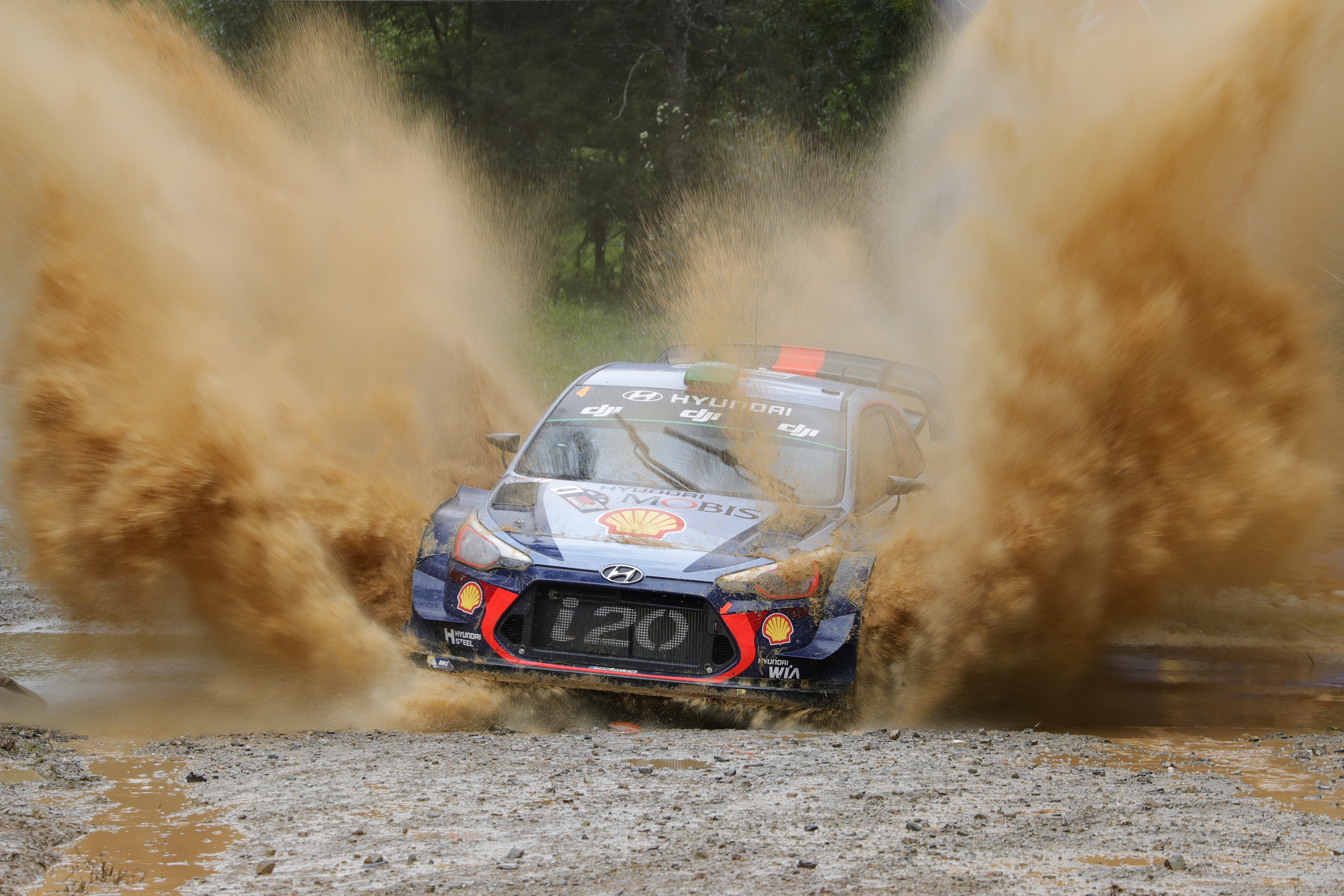
Hayden Paddon door een waterplas tijdens de regenachtige 2017-editie

| Editie | Seizoen     | Rijder               | Navigator            | Auto                       |                      |
| ------ | ----------- | -------------------- | -------------------- | -------------------------- | -------------------- |
| 28     | 2019        | Rally geannuleerd    | Rally geannuleerd    | Rally geannuleerd          |                      |
| 27     | 2018        | Jari-Matti Latvala   | Miikka Anttila       | Toyota Yaris WRC           |                      |
| 26     | 2017        | Thierry Neuville     | Nicolas Gilsoul      | Hyundai i20 Coupé WRC      |                      |
| 25     | 2016        | Andreas Mikkelsen    | Anders Jæger         | Volkswagen Polo R WRC      |                      |
| 24     | 2015        | Sébastien Ogier      | Julien Ingrassia     | Volkswagen Polo R WRC      |                      |
| 23     | 2014        | Sébastien Ogier      | Julien Ingrassia     | Volkswagen Polo R WRC      |                      |
| 22     | 2013        | Sébastien Ogier      | Julien Ingrassia     | Volkswagen Polo R WRC      |                      |
|        | 2012        | Rally niet gehouden. | Rally niet gehouden. | Rally niet gehouden.       | Rally niet gehouden. |
| 21     | 2011        | Mikko Hirvonen       | Jarmo Lehtinen       | Ford Fiesta RS WRC         |                      |
|        | 2010        | Rally niet gehouden. | Rally niet gehouden. | Rally niet gehouden.       | Rally niet gehouden. |
| 20     | 2009        | Mikko Hirvonen       | Jarmo Lehtinen       | Ford Focus RS WRC 09       |                      |
|        | 2008 - 2007 | Rally niet gehouden. | Rally niet gehouden. | Rally niet gehouden.       | Rally niet gehouden. |
| 19     | 2006        | Mikko Hirvonen       | Jarmo Lehtinen       | Ford Focus RS WRC 06       |                      |
| 18     | 2005        | François Duval       | Sven Smeets          | Citroën Xsara WRC          |                      |
| 17     | 2004        | Sébastien Loeb       | Daniel Elena         | Citroën Xsara WRC          |                      |
| 16     | 2003        | Petter Solberg       | Phil Mills           | Subaru Impreza WRC2003     |                      |
| 15     | 2002        | Marcus Grönholm      | Timo Rautiainen      | Peugeot 206 WRC            |                      |
| 14     | 2001        | Marcus Grönholm      | Timo Rautiainen      | Peugeot 206 WRC            |                      |
| 13     | 2000        | Marcus Grönholm      | Timo Rautiainen      | Peugeot 206 WRC            |                      |
| 12     | 1999        | Richard Burns        | Robert Reid          | Subaru Impreza WRC99       |                      |
| 11     | 1998        | Tommi Mäkinen        | Risto Mannisenmäki   | Mitsubishi Lancer Evo V    |                      |
| 10     | 1997        | Colin McRae          | Nicky Grist          | Subaru Impreza WRC97       |                      |
| 9      | 1996        | Tommi Mäkinen        | Seppo Harjanne       | Mitsubishi Lancer Evo III  |                      |
| 8      | 1995        | Kenneth Eriksson     | Staffan Parmander    | Mitsubishi Lancer Evo III  |                      |
| 7      | 1994        | Colin McRae          | Derek Ringer         | Subaru Impreza 555         |                      |
| 6      | 1993        | Juha Kankkunen       | Nicky Grist          | Toyota Celica Turbo 4WD    |                      |
| 5      | 1992        | Didier Auriol        | Bernard Occelli      | Lancia Delta HF Integrale  |                      |
| 4      | 1991        | Juha Kankkunen       | Juha Piironen        | Lancia Delta Integrale 16V |                      |
| 3      | 1990        | Juha Kankkunen       | Juha Piironen        | Lancia Delta Integrale 16V |                      |
| 2      | 1989        | Juha Kankkunen       | Juha Piironen        | Toyota Celica GT-Four      |                      |
| 1      | 1988        | Ingvar Carlsson      | Per Carlsson         | Mazda 323 4WD              |                      |